# الخطوط الجوية الفلبينية
الخطوط الجوية الفلبينية (بالإسبانية: Líneas Aéreas Filipinas)‏، تعرف اختصارا باسم الخطوط الجوية الفلبينية)، عرفت تاريخيًا (حتى عام 1970) باسم خطوط الفلبين الجوية، هي الناقل الوطني لدولة للفلبين. يقع مقرها الرئيسي في المركز المالي للبنك الوطني الفليبيني في باساي، تأسست الشركة في عام 1941 وهي أول وأقدم شركة طيران تجارية في آسيا من حيث الاحتفاظ الأصلي للشركة.
انطلاقا من محاورها في مطار نينوي أكينو الدولي في مانيلا، ومطار كلارك الدولي في أنجيليس، ومطار ماكتان سيبو الدولي في سيبو، ومطار فرانسيسكو بانجوي الدولي في دافاو، تخدم الخطوط الجوية الفلبينية 31 وجهة محلية في الفلبين و 54 وجهة خارجية في جنوب شرق آسيا وشرق آسيا والشرق الأوسط وأوقيانوسيا وأمريكا الشمالية وأوروبا وتشغل الخطوط الجوية الفلبينية أسطولًا مختلطًا من طائرات إيرباص وبوينغ حيث توجد في الخدمة طائرات إيرباص إيه 320 وإيرباص إيه 321 وإيرباص إيه 320 نيو وإيرباص A330 وإيرباص إيه 350 بوينغ 777.

## التاريخ
تأسست الخطوط الجوية الفلبينية في 26 فبراير 1941. اعتبرت الخطوط الجوية الفلبينية في السابق واحدة من أكبر شركات الطيران الآسيوية، ولكنها تأثرت بشدة بالأزمة المالية الآسيوية عام 1997. في واحدة من أكبر إخفاقات الشركات في الفلبين، اضطرت الخطوط الجوية الفلبينية إلى تقليص حجم عملياتها الدولية عن طريق قطع الرحلات الجوية إلى أوروبا والشرق الأوسط تمامًا، وقطع جميع الرحلات الداخلية تقريبًا باستثناء المسارات التي يتم تشغيلها من مانيلا، مما قلل من حجم أسطولها، وتسبب بتسريح الآلاف من الموظفين.
وضعت شركة الطيران تحت الرقابة القضائية في عام 1998، وأعادت تشغيل عملياتها تدريجياً إلى العديد من الوجهات. بعد خروج الخطوط الجوية الفلبينية من الحراسة القضائية في عام 2007، شرعت الخطوط الجوية الفلبينية في تجديد مستمر للإدارة. ومع ذلك، فإن رؤية الخطوط الجوية الفلبينية لإعادة تأسيس نفسها كواحدة من شركات النقل الرئيسية في آسيا لا تزال مسألة ذات أهمية قصوى.

## الإدارة

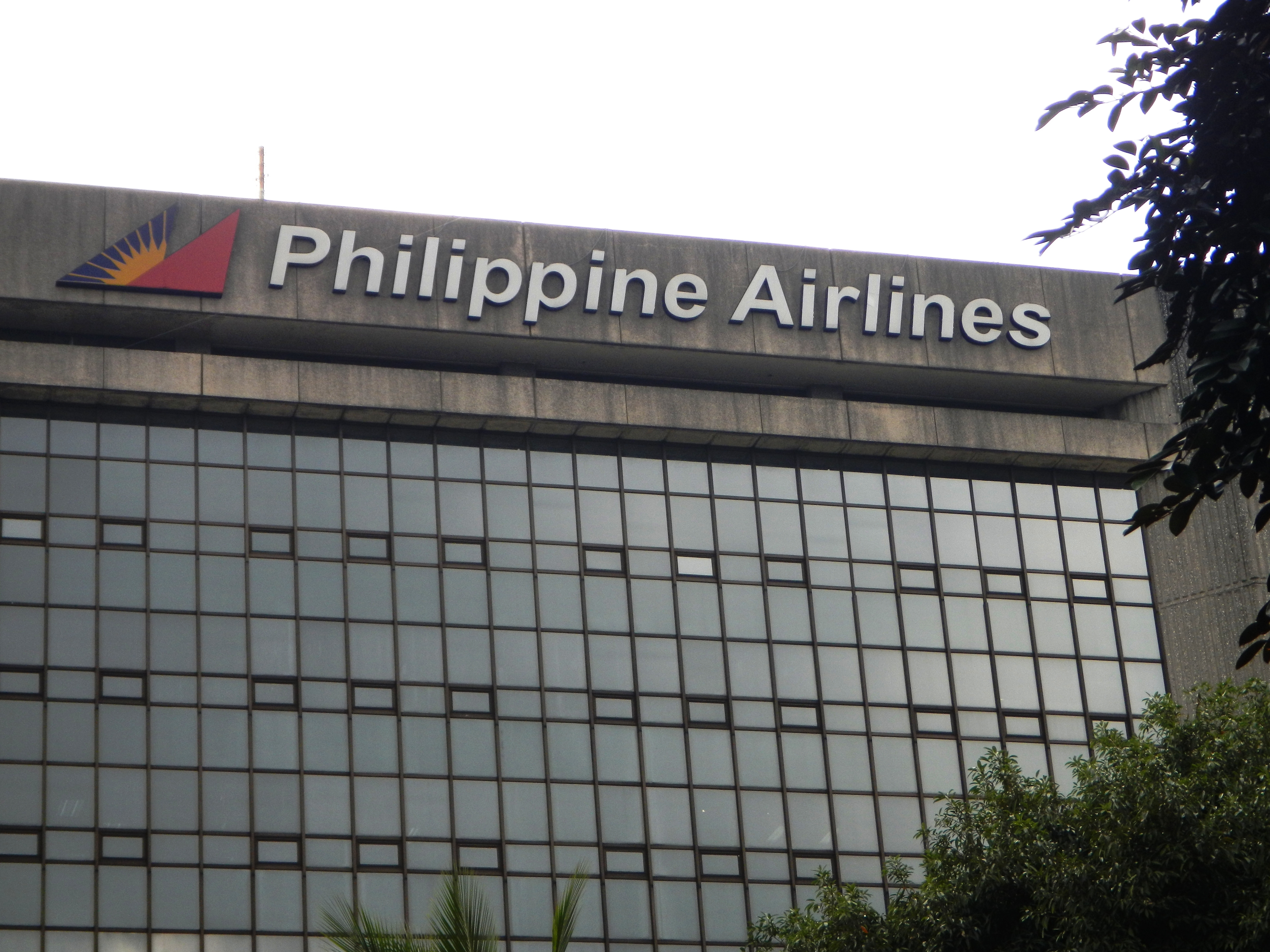
الخطوط الجوية الفلبينية على المقر الرئيسي لشركة PNB المالية من شارع روكساس

شركة الخطوط الجوية الفلبينية مملوكة لشركة (PSE)، وهي شركة قابضة مسؤولة عن عمليات شركة الطيران. وهي بدورها جزء من مجموعة شركات مملوكة لرجل الأعمال لوسيو تان. تمتلك شركة خطوط كل اليابان الجوية، الشركة القابضة لشركة خطوط كل اليابان الجوية، حصة 9.5٪ في الخطوط الجوية الفلبينية وتعتبر الخطوط الجوية الفلبينية تاسع أكبر شركة في الفلبين من حيث إجمالي الإيرادات، كما هي ضمن أكبر 1000 شركة في الفلبين لعام 2017.
اعتبارًا من ديسمبر 2018، توظف الخطوط الجوية الفلبينية ما مجموعه 6689 موظفًا، بما في ذلك 999 طيارًا و2647 من طواقم الطائرات. حملت الخطوط الجوية الفلبينية تقريبًا 12 مليون مسافر في عام 2014  و16 مليونًا في عام 2016. حصلت شركة الطيران على جائزة «أفضل شركة طيران لعام 2019» من موقع airlineratings.com في 15 نوفمبر 2018، وهو أحد مواقع تصنيف المنتجات.

## الوجهات
عملت الخطوط الجوية الفلبينية إلى وجهات في عام 1989 في أوروبا مثل أمستردام وأثينا وفرانكفورت ولندن وروما. في أعقاب الأزمة المالية الآسيوية عام 1997، ألغت الشركة بعض رحلاتها الطويلة المدى.
حظر الاتحاد الأوروبي (EU) شركات الطيران الفلبينية في عام 2010 حتى عام 2013. بعد أن رفع الاتحاد الأوروبي الحظر، استأنفت الخطوط الجوية الفلبينية رحلاتها إلى أوروبا. اعتبارًا من عام 2021، تشغل الخطوط الجوية الفلبينية 43 خطًا دوليًا و31 خطًا محليًا. تخدم شركة الخطوط الجوية الفلبينية إكسبريس التابعة لها معظم الرحلات الداخلية في الفلبين.

### اتفاقيات الرمز المشترك
لدى الخطوط الجوية الفلبينية اتفاقية الرمز المشترك مع شركات الطيران التالية:
- طيران ماكاو
- خطوط كل اليابان الجوية
- طيران بانكوك
- كاثي باسيفيك
- الخطوط الجوية الصينية
- غارودا إندونيسيا
- طيران الخليج
- خطوط هاواي الجوية
- الخطوط الجوية الماليزية
- الخطوط الجوية الفلبينية إكسبريس (Subsidiary)
- خطوط رويال بروناي الجوية
- الخطوط الجوية التركية
- الخطوط الجوية الفيتنامية
- ويست جت إيرلاينز  [لغات أخرى]‏
- خطوط زيامن الجوية

## الأسطول
اعتبارًا من أكتوبر 2022، تشغل الخطوط الجوية الفليبنية 45 طائرة.

## العلامة التجارية

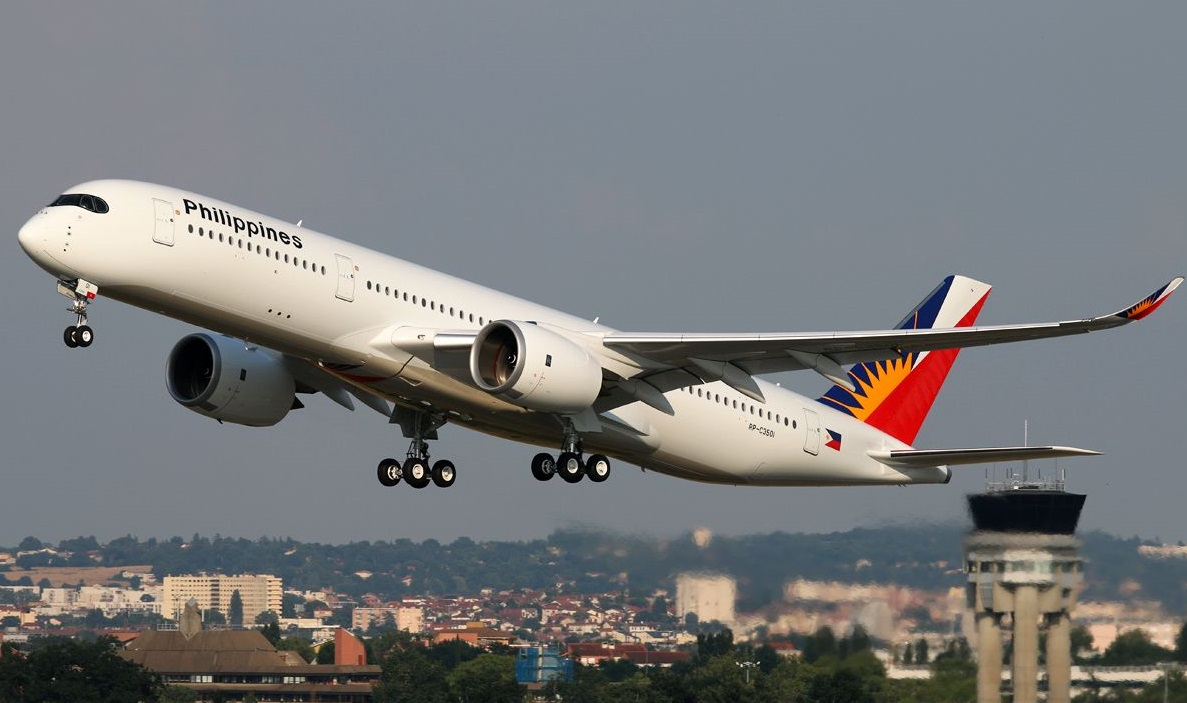
الخطوط الجوية الفلبينية A350-900

خضع شعار الخطوط الجوية الفلبينية إلى أربعة أشكال على طول تواجدها. احتوى الشعار الأول على شكل بيضاوي أزرق مع أحرف "PAL" متراكب بأحرف بيضاء، ونجمة رباعية الرؤوس تتقاطع نقاطها خلف الحرف الأول "A" في الأحرف الأولى من الخطوط الجوية الفلبينية، وجناح يختلف موقعه حسب موقع الشعار (الجناح يشير إلى اليمين إذا كان موجودًا على الجانب الأيسر من الطائرة، اليسار إذا كان على الجانب الأيمن). استخدم أحد أشكال هذا الشعار كرة أرضية بدلاً من الشكل البيضاوي الأزرق مع تركيبة الأحرف الأولى من الخطوط الجوية الفلبينية. هذا الشعار كان قيد الاستخدام من الخمسينيات وحتى منتصف الستينيات عندماتم استبداله.
اعتمد الشعار الثاني على مثلث أزرق (بدون النقطة السفلية) ومثلث أحمر متراكب عليه، محاط بدائرة ؛ كان الهدف من ذلك استحضار العلم الوطني معروض رأسيًا (يتشكل اللون الأبيض من المسافة السلبية بين أطراف المثلثين). في منتصف السبعينيات، تم تقديم شعار ثالث أزال الدائرة وبسط الأشكال. تم تطبيق الخط المستخدم في الشعار الثالث لاحقًا على الشعار الثاني، والذي ظل شعار الخطوط الجوية الفلبينية الرسمي حتى عام 1986 عندما تم استبداله بالشعار الحالي.
يحتوي شعار الخطوط الجوية الفلبينية الحالي على نفس المثلثين المبحرين باللونين الأزرق والأحمر المستخدم في الشعارين الثاني والثالث.

## الأحداث والحوادث
على الرغم من أن طائرات الخطوط الجوية الفلبينية تعرضت لسلسلة من الحوادث منذ تأسيسها في عام 1941، إلا أن غالبية هذه الحوادث وقعت مع الطائرات المروحية خلال السنوات الأولى من العمليات. تعرض عدد قليل من طائرات الخطوط الجوية الفلبينية النفاثة لحوادث، أبرزها الانفجار على متن رحلة الخطوط الجوية الفلبينية 434، الذي دبره تنظيم القاعدة، من خلال مشروع بوجينكا.

### السلامة
تشتهر الخطوط الجوية الفلبينية بكونها شركة الطيران الوحيدة في الفلبين التي اعتمدها من الاتحاد الدولي للنقل الجوي بعد اجتيازها تدقيق السلامة التشغيلية (IOSA) التابع لـإياتا في فبراير 2007 
حيث حصلت الخطوط الجوية الفلبينية على أعلى تصنيف أمان 7/7 وفقًا لموقع AirlineRatings.com وصنفت على أنها شركة الطيران الأكثر أمانًا بين نظيراتها في جنوب شرق آسيا  مثل الخطوط الجوية الماليزية (5/7)، جارودا إندونيسيا (3/7)،  الخطوط الجوية التايلاندية (4/7)، والخطوط الجوية الفيتنامية (5/7).

### المنافسة
ظلت الخطوط الجوية الفلبينية لأكثر من 20 عامًا محتكرتا صناعة النقل الجوي في الفلبين. وانتهى ذلك في عام 1995 من خلال تمرير الأمر التنفيذي رقم 219 الذي يسمح بدخول شركات طيران جديدة في الصناعة. أدى تحرير صناعة الخطوط الجوية الفلبينية إلى حدوث منافسة في صناعة النقل الجوي المحلي مما أدى إلى انخفاض أسعار الطيران وتحسين جودة الخدمة والكفاءة في الصناعة بشكل عام. في الوقت الحالي، تتنافس ثلاث شركات طيران في الخطوط الدولية والمحلية الرئيسية: الخطوط الجوية الفلبينية وسيبو باسيفيك والخطوط الجوية الفلبينية إكسبريس وشركات الطيران الصغيرة الأخرى.

## روابط خارجية
- الموقع الرسمي
- الموقع الرسمي لـ الخطوط الجوية الفلبينية Express
- برنامج مكافآت الخطوط الجوية الفلبينية